# أبو بكر الجصاص
الإمام أبو بكر الجصاص' هو أحمد بن علي الرازي الجصاصالحنفي.

## اسمه وكنيته ولقبه
هو: أحمد بن علي الرازي
و كنيته: أبو بكر 
ولقبه: الجصاص
و ذكره ابن الفرضي باسم الخصاصي
فهو: أبو بكر أحمد بن علي الرازي الجصاص.
أما لفظ الجصاص فنسبة إلى العمل بالجص وذكر ذلك السمعاني

## ولادته
ولد الإمام الجصاص في مدينة الري والتي ينسب لها بالرازي. وكانت سنة ولادته سنة خمس وثلاثمائة 305 هـ.وقد مكث بها حتى سن العشرين حيث رحل إلى بغداد

## مكانته العلمية ورحلاته
حاز الإمام مكانة علمية سامقة بين علماء الأمة عموما، وعلماء الحنفية خصوصا.
و قد انتهت إليه رياسة المذهب الحنفي ببغداد ودخل بغداد سنة خمس وعشرين أي بعد الثلاثمائة ثم خرج إلى الأهواز ثم عاد إلى بغداد ثم خرج إلى نيسابور مع الحاكم النيسابوري برأي شيخه أبي الحسن الكرخي ومشورته فمات الكرخي وهو بنيسابور .

## شيوخه
من شيوخه الذين سمع منهم وتتلمذ على أيديهم أولاً فأول :
- أبي الحسن الكرخي الذي تأثر به الجصّاص في الورع والزهد
- أبي سهل الزجاج
- عبد الباقي بن قانع عنه أخذ الحديث
- أبوحاتم الرازي

## كتبه
1. شرح الجامع الكبير لمحمد بن الحسن الشيباني
2. شرح الجامع الصغير لمحمد بن الحسن الشيبانى
3. شرح المناسك لمحمد بن الحسن الشيبانى
4. شرح مختصر الفقه للطحاوي
5. شرح آثار الطحاوى
6. مختصر اختلاف الفقهاء للطحاوى
7. شرح أدب القاضي للخصاف
8. شرح مختصر الكرخي
9. شرح الأسماء الحسنى
10. جوابات المسائل
11. أحكام القرآن
12. الفصول في الأصول

## وفاته
توفي في يوم الأحد سابع ذي الحجة سنة سبعين وثلاثمائة 370 هـ. عن خمس وستين سنة.